# Chengdu J-36
Chengdu J-36 je neoficiální označení pro čínský proudový letoun šesté generace vyvíjený čínskou společností Chengdu Aerospace Corporation (CAC).
Letoun opatřený sériovým číslem 36011 byl veřejností poprvé zaznamenán 26. prosince 2024 v čínském Čcheng-tu v provincii S'-čchuan (ve stejný den byl poprvé zaznamenán i letoun Shenyang J-50). O letounu nebyly zveřejněny podrobnosti. Není znám cíl, ani stav jeho vývoje.
Vyznačuje se bezocasou koncepcí s velkým delta křídlem a třemi proudovými motory se dvěma nasávacími otvory umístěnými na spodní straně letounu a jedním výrazně umístěným na hřbetě.

## Nové vizuální informace (2025)
V květnu 2025 se na čínských internetových fórech objevila první fotografie letounu J-36 pořízená z čelního pohledu. Snímek, pravděpodobně zachycený displejem digitální zrcadlovky, nebyl oficiálně potvrzen, avšak navazuje na dřívější úniky a je považován za autentický. Fotografie odhaluje několik dosud nepotvrzených konstrukčních prvků.
Letoun je podle snímku vybaven dvoumístným kokpitem s posádkou sedící vedle sebe, uspořádáním podobným jako u letounů F-111 či Su-34. Překryt kabiny má tvar velké čiré „bubliny“ (bubble canopy), která plynule navazuje na široký trup.
Fotografie rovněž potvrzuje konfiguraci se třemi proudovými motory, přičemž dva vstupy vzduchu jsou umístěny na spodní straně trupu a třetí, výrazně zvýšený, na hřbetě letounu.
Na přídi je patrný rozměrný elektrooptický senzor, zasazený na levé straně přídě, který se ve fotografii zřetelně leskne zlatavým odleskem. Tento senzor pravděpodobně slouží ke sledování cílů v infračerveném spektru.
Aerodynamické řešení zahrnuje tzv. DSI (diverterless supersonic inlet) přívody vzduchu, které eliminují potřebu pohyblivých přepážek a snižují radarový odraz, což přispívá k celkovému stealth charakteru stroje.